# 5719 Křižík
Az 5719 Křižík (ideiglenes jelöléssel 1983 RX) a Naprendszer kisbolygóövében található aszteroida. Antonín Mrkos fedezte fel 1983. szeptember 7-én.